# Erineos
Erineos (in greco Ερινεός?) è un ex comune della Grecia nella periferia della Grecia Occidentale (unità periferica dell'Acaia) con 3 768 abitanti secondo i dati del censimento 2001.
È stato soppresso a seguito della riforma amministrativa, detta Programma Callicrate, in vigore dal gennaio 2011 ed è ora compreso nel comune di Aigialeia.

## Località
Erineos è suddiviso nelle seguenti località (i nomi dei villaggi tra parentesi):
- Arravonitsa (Arravonitsa, Synania)
- Damakini (Damakini, Vounopyrgos)
- Kamares (Kamares, Bouka, Pefka)
- Neos Erineos
- Salmeniko (Ano Salmeniko, Kato Salmeniko, Voteni, Neo Salmeniko)
- Ziria (Ziria, Ano Ziria, Kyani Akti, Lampiri, Rodini, Sarkounas)